# NGC 674
NGC 674 (również NGC 697, PGC 6848 lub UGC 1317) – galaktyka spiralna z poprzeczką (SBbc), znajdująca się w gwiazdozbiorze Barana.
Odkrył ją William Herschel 15 września 1784 roku. 2 grudnia 1861 roku zaobserwował ją Heinrich Louis d’Arrest, lecz niedokładnie obliczył jej pozycję i w rezultacie uznał, że odkrył nowy obiekt. John Dreyer w swoim New General Catalogue skatalogował obserwację Herschela jako NGC 697, a d’Arresta jako NGC 674.